# Taio
Taio est une ancienne commune italienne d'environ 2 900 habitants située dans la province autonome de Trente dans la région du Trentin-Haut-Adige dans le nord-est de l'Italie. Elle a fusionné le 1er janvier 2015 avec les communes de Coredo, Smarano, Tres et Vervò pour former la commune de Predaia.

## Administration
| Période                                  | Période | Identité | Étiquette | Qualité |
| ---------------------------------------- | ------- | -------- | --------- | ------- |
|                                          |         |          |           |         |
| Les données manquantes sont à compléter. |         |          |           |         |

### Hameaux
Dardine, Dermulo, Mollaro, Segno, Taio, Torra, Tuenetto.

### Communes limitrophes
Sanzeno, Coredo, Tassullo, Tres (Italie), Nanno, Vervò, Denno, Ton (Italie)